# Blues teksański
Blues teksański  (ang. Texas blues) – regionalny styl muzyki bluesowej, powstały w stanie Teksas w Stanach Zjednoczonych na początku lat dwudziestych XX wieku.

## Historia bluesa teksańskiego

### Warunki życia Afroamerykanów
W Teksasie uprawiano głównie kukurydzę i bawełnę. Główny rejon uprawy bawełny to lekko pagórkowaty trójkąt, którego ramiona łączą Houston, Dallas i Austin. Teren jest gliniasty i wiosną był w ogóle nieprzejezdny a w lecie w powietrzu unosił się dławiący kurz.
W Teksasie, tak jak i całych Stanach Zjednoczonych zachodził stały proces przemieszczania się ludzi z terenów wiejskich do miast. Jeszcze w 1930 r. 42% ludności mieszkało na farmach, ale po okresie depresji i wojnie rozkład demograficzny zmieniał się tak radykalnie, tak że 1960 r. na farmach mieszkało już mniej niż 10% ludności. Naftowy boom, który rozpoczął się tu w 1901 r., przyniósł stanowi bogactwo, ale olbrzymia większość pieniędzy dostała się do miast, i to dużych. Małe miasteczka zaczęły pustoszeć.
W Teksasie było mało elementów z tzw. Delty w stanie Missisipi, które ukształtowały blues teksański. Chociaż była tu silna tradycja pieśni pracy, to doszukanie się jakiegoś wczesnego, w pełni rozwiniętego stylu bluesowego typowego dla Teksasu, jest prawie niemożliwe. Przede wszystkim populacja Afroamerykanów w pewnych powiatach w Missisipi wynosiła ponad 80% i dopiero w latach 60. populacja murzyńska w całym stanie zmniejszyła się do 50%. Tymczasem w Teksasie populacja Afroamerykanów w największym okresie swojego rozwoju, czyli po wojnie secesyjnej, sięgała 30% i następnie stale się zmniejszała. Gdy w 1880 r. do tego olbrzymiego stanu zaczęli przybywać ludzie z innych stanów, Teksas liczył 1.5 miliona ludzi i tylko 25% pochodzenia afrykańskiego. Do 1950 r. procent zmniejszył się do 12.
Chociaż trudno powiedzieć, aby życie Afroamerykanów w Teksasie podlegało mniejszym opresjom, to jednak biali i czarni nie żyli tu tak całkowicie paranoicznie zamknięci w swojej sferze. Również duża była mobilność ludzi; olbrzymie tereny i słabe, rzadkie zaludnienie, wręcz zmuszały do ciągłych podróży. Z powodu słabej koncentracji ludności, nie mogła tu się rozwinąć tak bogata i głęboka wiejska kultura jak w Missisipi.

### Początki bluesa teksańskiego
Mimo tego, pierwsze początki bluesa teksańskiego można odnaleźć w różnych, rozrzuconych miejscach Teksasu. U podłoża były pieśni niewolników, którzy przybyli do tego stanu w latach 50. XIX wieku. Niewolnictwo trwało do końca wojny secesyjnej. Jednak o ile w Missisipi pieśni te ulegały nieustannym przeróbkom, aż w końcu tylko wytrawny folklorysta mógł odnaleźć w bluesie jakąś pojedynczą frazę z tych pieśni przeszłości, to w Teksasie historia była dużo świeższa. Gdy powstawał blues, żyli ludzie, którzy pamiętali jeszcze pierwsze lata istnienia stanu. Dlatego miejscowy blues zachował te wczesne wpływy, które stosunkowo łatwo można odnaleźć.
Istotnym elementem kształtującego się bluesa teksańskiego były mocne wpływy muzyki, którą przynieśli ze sobą osadnicy z Alabamy w latach 50. XIX wieku. Przyczyny migracji były ekonomiczne. Migracja nawet zwiększyła się, gdy wojna domowa rozgrywała się już na terenach stanów południowych. Część niewolników z Missisipi została przetransportowana do Teksasu statkami, co znalazło potem swój wyraz w tekstach bluesów z Teksasu. W 1928 r. firma Paramount Records dokonała nagrań bluesmana nazwiskiem Willard Thomas, znanego jako Ramblin’ Thomas. Melodyka utworu "Poor Boy Blues", technika akompaniamentu (bottleneck – przy pomocy noża) i unisonowe partie gitary i głosu były typowe dla Missisipi:

Poor boy, poor boy, poor boy long ways from home.
I was down in Louisiana doin’ as I please,
Now I’m in Texas I got to work or leave.
Poor boy, poor boy, poor boy long ways from home.
If your home’s in Louisiana what you doin’ over here?
Said my home ain’t in Texas and I sure don’t care.
Poor boy, poor boy, poor boy long ways from home.
I don’t care if the boat don’t never land.
I can stay on the water as long as any man.
Poor boy, poor boy, poor boy long ways from home.
Hey my boat come a rockin’ just like a drunken man.
And my home’s on the water and I sure don’t like land.
Poor boy, poor boy, poor boy long ways from home.
Inni niewolnicy zostali przywiezieni łodziami aż do rzeki Red River i to stało się tematem słynnego bluesa teksańskiego "Red River Blues". Powstał on prawdopodobnie w czasie transportu i dziś jego piękny tekst jest dla współczesnych bluesmanów niezrozumiały.

Look where the sun done gone.
Look where the sun done gone.
Look where the sun done gone, poor girl,
Look where the sun done gone.
Yes it’s gone God knows where.
Yes it’s gone God knows where.
Look where the sun done gone, darling,
Look where the sun done gone.
Now baby, I’m all out and down.
Oh baby, I’m all out and down.
I’m all out and down, I’m [layin’ in] this town,
Look where the sun done gone.
Which way do the Red River run?
Which way do the Red River run?
Which way do the Red River run, poor boy,
Which way do the Red River run?
Yes it runs north and south.
It runs north and south.
Which way do the Red River run, poor boy,
Well it runs north and south.
Wiejscy ludzie, a zwłaszcza niewolnicy, nie posiadali zegarków i określali zarówno czas jak i kierunek względem pozycji słońca. Podczas pobytu na łodzi starano się więc określić przynajmniej w jakim kierunku łódź płynie. Rzeka Czerwona wpływa do Missisipi nieco poniżej miasta Natchez i łodzie ze stłoczonymi na pokładzie niewolnikami płynęły najpierw na północny zachód a potem już na północ. Dopiero od Fulton w stanie Arkansas łodzie płynęły na zachód. Co wobec tego oznacza ostatnia zwrotka informująca o kierunku południowym? Otóż kierunek północny znaczył dla niewolników Wolność. A więc i początkową nadzieję. Jednak gdy łódź zaczęła płynąć na zachód – oznaczało to, że wwozi niewolników na południe, do niewoli.
Wzdłuż wybrzeża Teksasu znajduje się pas mokradeł, które stały się w terenem uprawy trzciny cukrowej, w obu kierunkach od rzeki Brazos (na zachód od Houston). Na farmach (np. Ramsey and Retrieve i Central State Farm w Sugarland, Clemens State Farm w Brazorii, Darrington State Farm w Sandy Point) przetrwało w pieśniach niewolników jeszcze wiele charakterystycznych elementów pochodzenia afrykańskiego z połowy XIX wieku. Wykazały to nagrania Johna i Alana Lomaxów w latach 30. XX wieku. Przetrwały tu np. bardzo wolne chóralne pieśni, które zaniknęły w innych regionach Południa. Są one tak bliskie afrykańskim źródłom, że prawdopodobnie są najstarszymi przykładami pieśni Afroamerykanów w USA. Ponieważ te farmy znajdowały się 50 mil od Houston, pieśni te zostały włączone w tworzący się blues teksański. Również i pieśni pracy stały się elementem teksańskich bluesów.

### Lata 20.
W tych latach blues teksański uległ wpływom trzech muzycznych źródeł:
- skocznej muzyki pochodzenia szkockiego (czy irlandzkiego) zwanej ogólnym angielskim terminem reel oraz muzyki granej do tańca na różnego rodzaju przyjęciach i zabawach.
- więziennych pieśni pracy
- komercyjnych nagrań bluesowych

Były i pomniejsze źródła, np. niektóre style akompaniamentu czerpały z białej muzyki kowbojskiej, która potem zamieni się w muzykę country. Na to wpływała mniejsza separacja ludności białej i czarnej, nie do pomyślenia w stanie Missisipi oraz mniejsza gęstość zaludnienia, gdyż w małych rozproszonych grupach trudniej zachować tradycyjną kulturę w nietkniętej przez zewnętrzne wpływy postaci.
Te trzy główne elementy bluesa teksańskiego były jednak jeszcze porozrzucane. Każdy z nich miał swoje specyficzne melodyczne i rytmiczne cechy a większość wykonawców to byli piosenkarze (ang. songsters), czyli wykonawcy, którzy wykonywali najprzeróżniejsze piosenki z szerokiej gamy możliwości i to bez zmieniania ich zasadniczych elementów, w przeciwieństwie do bluesmanów, których cechowała intensywna kreatywność. Wzory skali także odbijają te trzy źródła; utwory taneczne (ang. reels) posiadały przeważnie czystą skalę diatoniczną, podczas gdy więzienne pieśni pracy ukierunkowane były bardziej w kierunku afrykańskich skal pentatonicznych i heksatonicznych. Z kolei bluesy, zapewne pod wpływem komercyjnych bluesowych nagrań płytowych, wykazywały wpływ konwencjonalnej skali bluesa miejskiego z lat. 20, a więc wykonywanego przez kobiety z towarzyszeniem większych zespołów.
Style akompaniamentu także rozwijały się według tych trzech wzorów. Dla skocznej muzyki zabawowej (slang sukey jump) używano prostego podwójnego wzoru: linia melodyczna była zwykle śpiewana bez ornamentacji a tonacja była jasno określona. Akompaniament był wtedy także prosty; grano szybko całymi akordami, bez żadnych palcówek. Natomiast rytmy pieśni pracy i pochodnych bluesów były prawie całkowicie swobodne. Wydaje się, że były one blisko związane także z pieśniami wykonywanymi podczas pracy na polu (ang. field hollers) i starymi pieśniami wykonywanymi przez pracujących w łodziach, gdzie rytm wewnętrznie podkreślał linię śpiewu. Często rytm wokalny był zupełnie odmienny od rytmu akompaniamentu; gitara włączała się dopiero na samym końcu śpiewanego tekstu. Znane są także przypadki, gdy styl akompaniamentu gitarowego był zaczerpnięty z piosenek country & western i zauważalna była niezgodność pomiędzy swobodnymi rytmami śpiewu i tanecznym rytmem gitary.
Chociaż muzycy z Teksasu znali styl gitary slide (z użyciem noża lub szyjki od butelki), to jednak bardzo rzadko go używali. Zwykle każdy bluesman miał jeden taki utwór w repertuarze. Najwybitniejszym gitarzystą slide z Teksasu był pieśniarz religijny, który nigdy nie wykonał bluesa – Blind Willie Johnson. Gdy w Teksasie zaczęto w latach 30. używać tzw. gitar hawajskich, to gra na nich była bardziej pod wpływem białych zespołów country & western, niż ostrej i drapieżnej techniki bluesmanów z Missisipi.

### Lata 30.
Gitarowy styl, który rozwinął się w Teksasie w latach 30., powstał z wykorzystania tych dawnych elementów złączonych z elementami nowymi. Pierwsze, jeszcze surowe, przykłady tego stylu powstały w połowie lat 20., a pierwsze nagrania wykazujące go, powstały w 1926 r. Charakteryzował się on gęstym i ruchliwym (bardziej gęstym niż złożonym), prawie nerwowym akompaniamentem. Była to zwykle seria lekkich, wysokich powtarzających się wzorów, różniących się od śpiewanej melodii. Zmiany harmoniczne przebiegały zwykle w tonacji regularnie i te wzory kontynuowane były przez całą bluesową progresję akordową. Jeśli chodzi o rytmikę, podzielona ona była na trzy części:
- część na 4/4 grana kciukiem
- seria ósemek grana palcami podążająca za kciukiem
- część pomiędzy frazami śpiewanymi; krótkie melodyczne figury grane wyłącznie na najwyższych strunach gitary.

Stały basowy rytm 4/4 był zasadniczo taki sam jak w Missisipi z jedną zmianą. W bluesie Delty kciuk przechodził z najniższej struny na piąty ton lub nawet oktawę wyżej, natomiast w Teksasie kciuk pozostawał na podstawie akordu, prawie nieodmiennie na wyznaczonym progu, co najmniej pięć tonów powyżej najniższego dźwięku otwartej, nie naciśniętej struny. Najwcześniejsze nagrane przykłady tego były jeszcze bardzo zbliżone do piosenek country & western, ale w miarę rozwoju bluesa, głos i gitara stały się bardziej współzależne.
To, że pianino stało się tak ważnym instrumentem akompaniującym w bluesie teksańskim, zawdzięczać należy dzielnicy czerwonych świateł w Galveston. Rozwijał się tam jeszcze przed I wojną światową styl zwany barrelhouse zbliżony do ragtime'u. Wykonywano tam także rodzaj bluesa zwanego fast western, bardzo zbliżonego do wspomnianej fortepianowej formy, która była bardziej wyszukana od gitarowej. Ale zarówno gitara jako pianino wykorzystywały te same elementy bluesa, o których mowa była powyżej, chociaż blues grany na pianinie miał swoje charakterystyczne cechy, które przeniósł do gitary T-Bone Walker (który grał także na pianinie). Nadały one teksańskiemu bluesowi lekko jazzujący charakter.

### Dalsza historia
Blues teksański jest rozpoznawalny właśnie dzięki temu subtelnie jazzującemu charakterowi. Po elektryfikacji muzyki, niewątpliwie miał na niego wpływ blues chicagowski, ale utrzymał on swoją odrębność. Gdy nastąpił szybki rozwój Kalifornii spora część bluesmanów teksańskich przeniosła się do tego stanu. Tak że zasadniczo tzw. blues Zachodniego Wybrzeża jest bluesem teksańskim.
Dziś, na skutek dostępności nagrań bluesowych w każdym stylu i wymierania dawnych mistrzów, coraz trudniej jest znaleźć czysty styl należący do danego regionu. Pewne heterogenne elementy są włączane po prostu do stylu danego wykonawcy, w takim stopniu w jakim mu odpowiadają. I dziś, mieszkając w Teksasie, można wykonywać blues chicagowski i na odwrót.

## Najważniejsi przedstawiciele bluesa teksańskiego
- Marcia Ball
- Lou Ann Barton
- Zuzu Bollin
- Juke Boy Bonner
- Clarence Gatemouh Brown
- Albert Collins
- Johnny Copeland
- Pee Wee Crayton
- Floyd Dixon
- Big Al Dupree
- Albert King
- The Fabulous Thunderbirds
- Anson Fundenburgh
- Roy Gaines
- Billy Gibbons
- Eric Sardinas
- Clarence Green
- Hosea Hargrove
- Lightnin’ Hopkins
- Long John Hunter
- Lil' Son Jackson
- Blind Lemon Jefferson
- Andrew Junior Boy Jones
- Freddie King
- Mance Lipscomb
- Leadbelly (Huddie Ledbetter)
- Trudy Lynn
- Amos Milburn
- Jimmy T99 Nelson
- Doug Sahm
- Guitar Shorty
- Frankie Lee Sims
- Angela Strehli
- Big Mama Thornton
- Jimmie Vaughan
- Stevie Ray Vaughan
- T-Bone Walker
- Lavelle White
- Hop Wilson
- Johnny Winter
- ZZ Top

## Dyskografia
- Zobacz Dyskografia bluesowa